# Њутнов кратер
Њутнов кратер је кратер на Месецу.